# Blaž Dolinar
Blaž Dolinar, slovenski nogometaš, * 14. oktober 1986.
Dolinar je nekdanji profesionalni nogometaš, ki je igral na položaju branilca. V svoji karieri je igral za slovenske klube Zagorje, Kovinar Štore, Šampion, Nafta Lendava, Aluminij, Krško in Žalec, islandski Leiknir Reykjavík ter avstrijske Fohnsdorf, Fehring, Unzmarkt, Zeltweg in Judenburg. Skupno je v prvi slovenski ligi odigral 13 tekem in dosegel dva gola, v drugi slovenski ligi pa 22 tekem in tri gole.